# Свети Георги (Славиня)
„Свети Георги Победоносец“ (на сръбски: „Црква Светог Великомученика Георгија“) е православна църква в село Славиня в Западните покрайнини, Сърбия.

## История
Църквата е изградена през 1848 година на мястото на по-ранен храм. Построена е от местни строители - част от строителна школа, определяна и като „Славинска”. Смята се, че първомайстор на градежа е местният жител Йован Сасьов.
Според някои данни през 40-те години на ХІХ век църквата само е обновена, а запазените фрагменти от стенописи са от ХVІІІ век.
През 60-те години на ХІХ век, както и в началото на ХХ век храмът е разширяван или допълнително изографисван. Изградена е открита нартика, срутила се към края на ХХ век. Църковната камбана е изработена през 1881 година от братя Дюкмеджиеви от Самоков.
След възобновяването си през 1848 г. църквата е част от Нишавската епархия на Цариградската патриаршия (1848-1871) и Българската екзархия (1871-1878). От 1879 до 1920 и от 1941 до 1944 г. влиза в Софийската епархия на Българската екзархия (1879-1920, 1941-1944), а в периода 1920 – 1941 г. и след 1944 г. е към Нишката епархия на Сръбската православна църква. В периодите, през които Западните покрайнини са в границите на България, църквата е подведомствена на Царибродското архиерейско наместничество. В Югославия, преди Втората световна война, църквата е главен храм на Славинската църковна община/енория към Царибродското православно наместничество, в която влизат селата Славиня, Каменица, Сенокос и Брайкьовци.
Църквата е обявена за културното наследство – паметник на културата на 25 юни 1984 година. Вписана е в Регистъра на Института за защита паметниците на културата в Ниш на 18 ноември 1986 година.

## Описание
Храмът представлява еднокорабна каменна постройка, издигната от ломен камък, стегната в ъглите с дялани квадри. Сводът също е изграден с плочести камъни и е укрепен с три дървени обтегача и една сводова арка над иконостаса.
Иконостасът е датиран към 1848-1849 г. Иконите са дело на Йоан Николов Иконописец от Самоков. Дарителите на главните икони, според надписа върху фриза, са: Петра Тоша, Тоша Стоянов, Манча Гергов, Георго Белков и Цона Живко(в). Ограничената дърворезба на иконостаса е съставена от флорални мотиви и стилизирани фантастични животни.
Стенописите са силно повредени. Зад престолния трон се вижда стенопис, посветен на Св. св. Кирил и Методий.

## Архивно наследство
В Държавен архив – София се съхранява архивен фонд 1453К „Църква „Св. Георги Победоносец“- с. Славиня, Сърбия“, с 29 архивни единици за периода 1921–1935 година. Документите са постъпили през 2021 г. като дарение.